# Eulabeornis castaneoventris
Frango-d'água-castanho ou frango-de-água-castanho (Eulabeornis castaneoventris) é uma espécie de ave da família Rallidae.
Pode ser encontrada nos seguintes países: Austrália e Indonésia.
Os seus habitats naturais são: florestas de mangal tropicais ou subtropicais.